# Convent de Sant Francesc de Balaguer
El Convent de Sant Francesc de Balaguer és un monestir de Balaguer (Noguera) protegit com a bé cultural d'interès local.

## Descripció
Edifici fet amb pedra i tosca, de l'antic convent encara es conserven algunes dependències, però molt modificades.

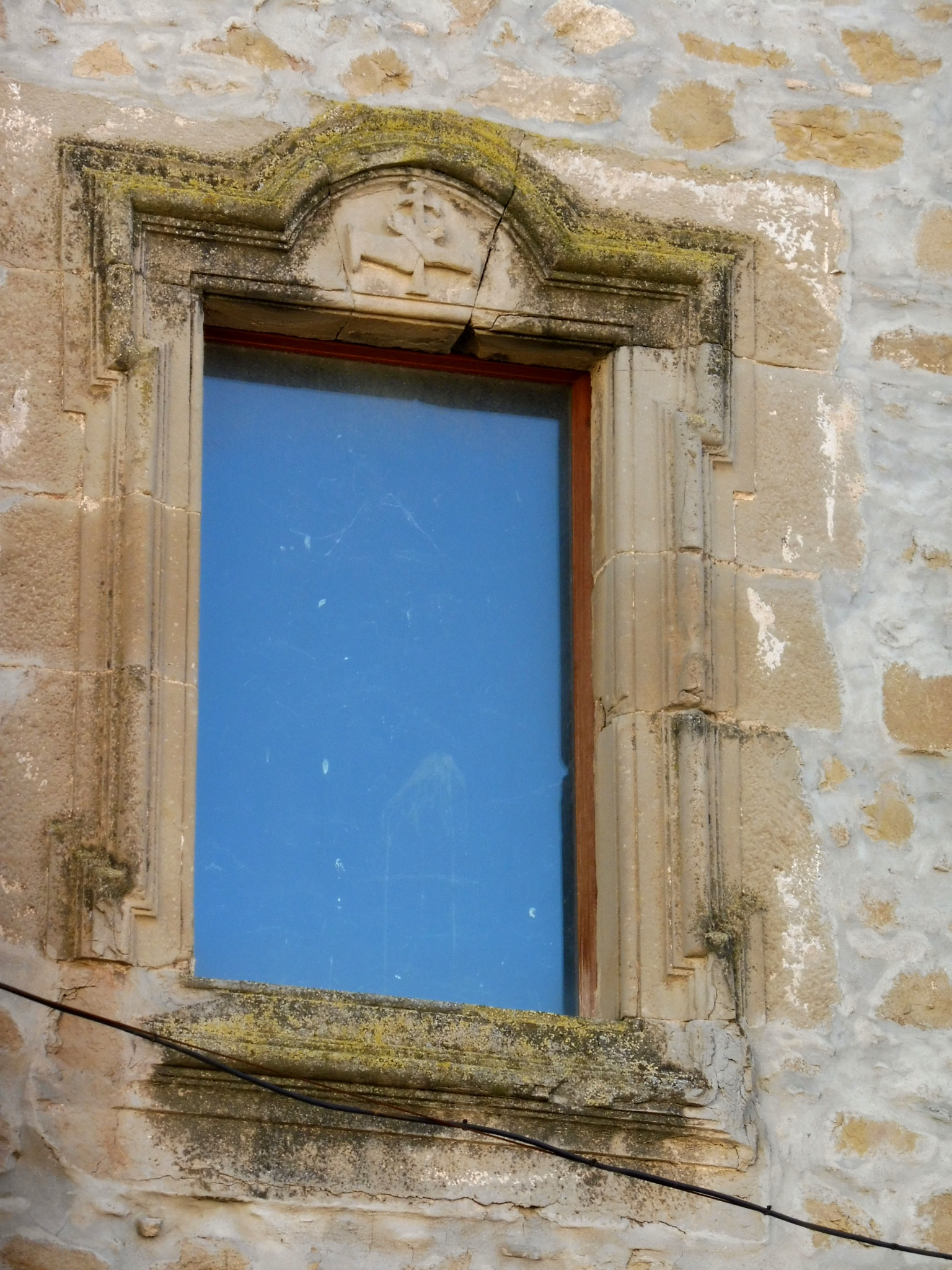
Detall d'una finestra

Actualment tan sols hi ha una porta d'accés a l'habitacle, porta que condueix a l'antic claustre, del que encara es pot veure un tros. A la façana de l'edifici hi ha una porta tapiada, damunt quatre finestres i damunt d'elles i al centre, una mena de fornícula molt ben realitzada on hi havia una imatge del Sant; a la paret del costat dret de la façana hi ha una altra porta amb dues finestres, en aquesta paret es poden veure els contraforts de l'edifici; remata tota la façana una cornisa. L'interior de l'edifici està molt modificat, uns anys enrere una part es va destinar a estable, actualment està buit i l'altra part està arreglada per viure-hi.

## Història
El papa Eugeni IV, amb butlla del 9 d'agost de 1443 concedeix facultat per rebre o fundar els convents de l'Observància Franciscana, de Lleida, Vilafranca del Penedès i Balaguer. Aquest mateix any és l'any de la fundació del Convent Observant de Balaguer, el qual fou emplaçat probablement en el lloc que ocupava l'antic Framenors. L'actual Sant Francesc és al mateix lloc que el del segle xv. A la guerra dels Segadors el Convent fou enrunat i els Religiosos entraren a viure a la ciutat, en una casa veïna a l'església del Miracle, on celebraven els divinals oficis. El 1669, el mestre de cases Antoni Barascó, estava reconstruint el nou convent pel preu de 150 lliures, essent aleshores guardià el P. Francesc Vallalta. El 1747 s'acabava de bastir l'actual església. Els Frares Franciscans hagueren d'abandonar definitivament llur Convent l'any 1835, actualment es troben al convent de Sant Domènec.
Actualment el Consell Comarcal de la Noguera té la seu en les dependències del convent, a més d'un annex modern. A 2021 s'ha proposat adequar l'església per a usos administratius, però les obres estan aturades per queixes d'historiadors de l'art i la falta de consens entre els diferents grups polítics.